# ТЕС Отахуху
ТЕС Отахуху — колишня теплова електростанція на півночі Нової Зеландії, в південній частині агломерації міста Окленд.
У 1968—1970 роках на майданчику станції ввели в дію чотири встановлені на роботу у відкритому циклі газові турбіни виробництва шведської компанії Stal-Laval номінальною потужністю по 46 МВт.
У 1977—1978 роках станцію доповнили ще двома газовими турбінами американської компанії Curtiss-Wright (ліцензійна версія Rolls-Royce Olympus), що так само працювали у відкритому циклі та мали потужність по 46,7 МВт.
Наприкінці 1990-х газотурбінні установки Отахуху А припинили продукувати електроенергію, проте до 2013-го вони використовувались як синхронні компенсатори.
Зазначені вище газотурбінні установки були відомі як станція Отахуху А, до якої в 2000 році додали Отахуху В — парогазовий блок комбінованого циклу потужністю 380 МВт, в якому одна газова турбіна живила через котел-утилізатор одну парову турбіну. В 2005-му потужність цього блоку збільшили до 404 МВт (газова турбіна 269 МВт плюс парова турбіна 135 МВт).
У 2015-му на тлі падіння попиту на електроенергію з викопного палива Отахуху В також вивели з експлуатації.
Станція була спроєктована з розрахунку на природний газ, який наприкінці 1970-х подали в район Окленду по трубопроводу Капуні – Папакура. На початку 1980-х через Окленд також пройшов газопровід Хантлі – Маунгатапере.
Для видалення продуктів згоряння кожна з газотурбінних установок мала димар заввишки 61 метр.
Для охолодження газових турбін використовували воду із річки Отарі. Що стосується парогазового блоку, то є відомості, що він охолоджувався за допомогою морської води.
Видача продукції відбувалась напругою 220 кВ.